# Telefone de disco

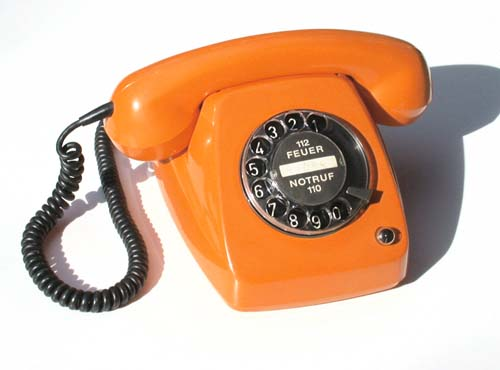
Modelo de telefone de disco usado na Alemanha entre as décadas de 1960 e 1980

Telefone de disco é um formato de telefone projetado para enviar pulsos elétricos (conhecidos como sinalização decádica) através do giro do número correspondente em um painel em formato de disco. A primeira patente de um telefone de disco foi protocolada por Almon Brown Strowger em 21 de dezembro de 1891, com o registro sendo concedido a ele em 29 de novembro de 1892.
A versão moderna do telefone de disco com buracos para o dedo no painel discador surgiu em 1904, mas só foi implementada nos Estados Unidos em 1919. Esse modelo foi gradualmente substituído pelo telefone de teclas, apresentado ao público pela primeira vez na Expo 62.
Com o telefone de disco, os pulsos eram emitidos pelos discos centrais tornando possível a ligação direta entre duas pessoas, não sendo mais necessário as centrais telefônicas operadas por telefonistas.

## Material e Uso
Vários modelos surgiram, todos compostos de plástico e componentes elétricos. Era constituído do disco central com vãos circulares para os números de 0 a 9, na parte frontal da peça e de fone utilizado tanto para fazer as chamadas como para atendê-las. Na extremidade superior do fone ficava um pequeno alto-falante para ouvir e na extremidade inferior do fone, um microfone para captar a fala.
A chamada era realizada tirando o fone do gancho, aguardando o sinal da linha e iniciando a discagem do número desejado através do disco central. Após isso, a chamada era completada automaticamente. Para finalizar a ligação, colocava-se o fone novamente no gancho. 

## Filme 1927 - Como Usar
O telefone de disco começou a ser implementado nas casas norte-americanas em 1919 e por isso, a AT&T até solicitou que um filme/curta fosse feito para explicar a utilização. O filme(curta) era mudo e foi exibido em alguns cinemas da Califórnia em 1927. 